# Ceratocnemum
Ceratocnemum é um género botânico pertencente à família Brassicaceae.